# Noegus comatulus
Noegus comatulus är en spindelart som beskrevs av Eugène Simon 1900. 
Noegus comatulus ingår i släktet Noegus och familjen hoppspindlar. Inga underarter finns listade i Catalogue of Life.